# Albrecht von Haller
Albrecht von Haller (Bern, 1708. október 16. – Bern, 1777. december 12.) svájci természettudós, botanikus, orvos, költő és filozófus, a 18. század egyik legkiemelkedőbb tudósa, a modern kísérleti fiziológia megalapítója volt. Botanikai szakmunkákban nevének rövidítése: „Haller”.
Az anatómia területén végzett tevékenységének nagy jelentősége van az orvostudomány történetében. Ezen kívül a felvilágosodás korának nagy költőjeként és irodalomkritikusaként tartják számon: legismertebb műve Az Alpok (Die Alpen). Egyetemes érdeklődése és széles spektrumú képessége miatt polihisztornak tekintik.

## Életrajza

### Fiatal évei
Haller ősi berni családból származott; édesapja jogászként dolgozott. Mivel elég betegeskedő volt, magántanárok oktatták. Hihetetlen felfogóképessége és szorgalma már korán kitűnt: sokat olvasott, szinte minden európai nyelven olvasott és sok nyelven írt; kilencévesen lexikont szerkesztett, híres emberek életrajzát gyűjtötte, sőt görög-héber szótár összeállításán is dolgozott. Édesapja korai halála után gyámja a berni gimnáziumba, majd Bielbe, egy ismerős orvoshoz küldte tanoncnak. 1723-tól a Tübingeni Egyetemen természet- és orvostudományt kezdett tanulni, előszeretettel foglalkozott anatómiával és botanikával.
1725-ben Hollandiában, a leideni egyetemen folytatta tanulmányait, majd két évvel később Herman Boerhaave holland orvosnál doktorált egy a nyálcsatornáról szóló disszertációval. Anglia és Franciaország neves tanszékein és kórházaiban képezte tovább magát, hosszú tanulmányútján a kórbonctan és a gyakorlati sebészet területén szerzett széles körű ismereteket. Mindenhol a legjobb szakemberekkel került kapcsolatba, akikkel később intenzív levelezést folytatott.
1728-ban visszatért Svájcba, hogy a bázeli egyetemen matematikát és botanikát tanuljon. 1729-től praktizáló orvosként kezdett dolgozni Bernben, 1734-ben pedig – többszöri próbálkozás után – városi orvosi állást kapott. Munkája mellett anatómiai bemutatókat tartott, 1735-ben a városi könyvtár vezetője lett és szorgalmasan botanizált: a svájci növényvilág leírásán dolgozott, amelyhez alpesi kirándulásai során gyűjtött anyagot.

### Göttingen
1736-ban meghívták az akkor létesített Göttingeni Egyetem anatómia, botanika és sebészet tanszékére. A Göttingenben töltött évek (1753-ig) nagyon aktívak voltak: az oktatáson kívül a tudományos minősítések, a szakvéleményezések, a szakmai felügyelet – sebészek, gyógyszerészek, bábák ellenőrzése – képezték a fő feladatát; ezen kívül a kutatást, a tudományfejlesztést és ennek propagálását tűzte ki célul; lankadatlan energiával dolgozott a sebész- és bábaképzés színvonalának emeléséért. Létrehozott egy botanikus kertet; 1742-ben megjelent a Svájc növényvilágát feldolgozó átfogó mű. Rövid idő alatt az egyik legjelentősebb botanikus és – bár Carl von Linné szaktekintélyét elismerte – a Linné-i nómenklatúra, illetve rendszerezési elv legádázabb ellenzője lett.
Anatómusként az érrendszer érdekelte a legjobban: ismereteit a nyolc részes Icones anatomicae művében (1743–56) foglalta össze.
1747-től vállalta a Göttingische Zeitungen von Gelehrten Sachen című tudományos ismeretterjesztő lap szerkesztését, amelynek a részére 1747 és 1777 között közel 9 000 könyvrecenziót írt, és sok más tudós írását is referálta.
Tiszteletbeli doktorrá, majd Nagy-Britannia udvari orvosává nevezték ki; a császár 1749-ben tudományos munkája elismeréséül nemesi rangra emelte (von Haller). Még jelentősebb volt számára, hogy felvették a legfontosabb európai tudós társaságokba és akadémiákra (Uppsala, 1733; London, 1739; Stockholm, 1747; Berlin, 1749; Leopoldina, 1750; Bologna, 1751 és Párizs, 1754). 1751-ben az akkor alakult Göttingeni Tudományos Társaság (Gesellschaft der Wissenschaften) elnökének nevezték ki (e tisztséget élete végéig betöltötte). Hallert az évek során Berlinbe, Utrechtbe és Oxfordba is meghívták tanítani, de ő mindezeket visszautasította.
Anatómiai tanulmányokat jelentetett meg, többek között egy rézmetszetekkel ellátott ératlaszt, és tudományos értekezéseket publikált például a rekeszizomról és a májról. Növekvő hírneve lehetővé tette, hogy tudományos vitákban is részt vegyen: ebből az időből származik a híres-hírhedt querelléje Julien Offray de La Mettrie francia kollégájával, aki több írását kritizálta, illetve megtámadta.
1751-ben 40 személy támogatásával megalapította a Göttingeni evangélikus-református közösséget és sokat tett a református közösség templomának megépüléséért; az építkezéseket 1753-ban fejezték be. Haller a templom első plébánosát a Göttingeni egyetem filozófiai docensévé nevezte ki.

### Bern
Annak ellenére, hogy – mint tudós – nemzetközi elismerést kapott, nem érezte magát boldognak Göttingenben. Két feleségének és három gyermekének korai halála, egyetemi kollégáival folytatott vitái, valamint berni barátainak messzesége is megviselte. 1753-ban Haller lemondott az egyetemi tanszék vezetéséről és visszatért szülővárosába. Bernben a városi tanácsban elöljárói állást kapott, később iskolai tanácsos, majd az árvaház elöljárója lett. Hivatali idejének letelte után (1758) a Roche-i sóbánya igazgatójának nevezték ki. Aktívan részt vett oktatásügyi, igazságügyi, szociális problémák megoldásában; a Berni Ökonómiai Társaság elnökeként (1766, 1768, 1770–1777) a gazdasági-hazafias reformmozgalom központi alakja lett.

## Munkássága

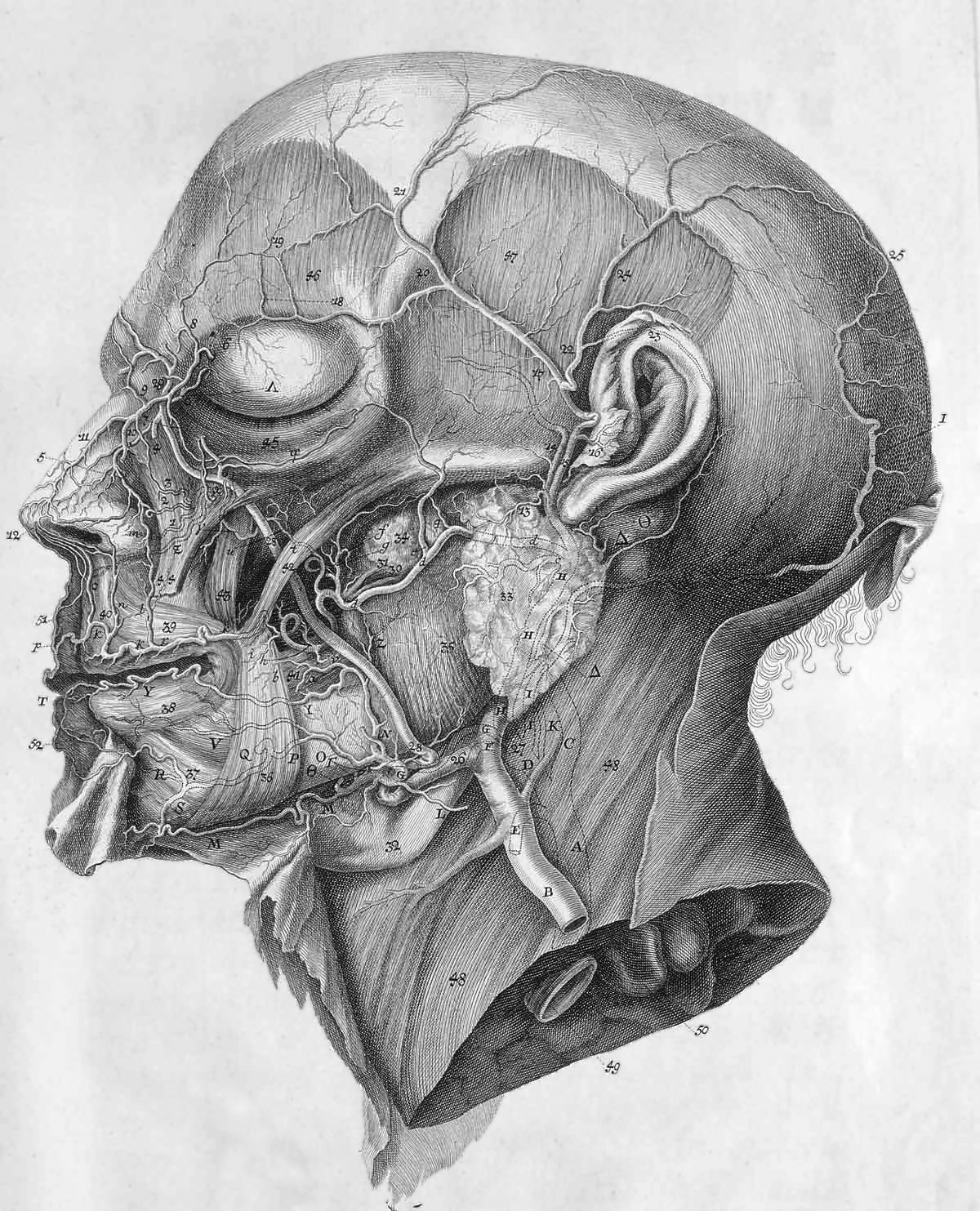
C.J. Rollinus illusztrációja az Icones anatomicae című műben

### A tudós

Elementa physiologiae corporis humani VIII

Haller az orvostudomány történetében mindenekelőtt anatómiai tudósként vált elismertté. Legjobban a fiziológia, az élőlények szervezetének működésével foglalkozó tudomány érdekelte. A közel 400 holttest felboncolásával szinte tökéletesen sikerült felvázolnia az emberi test érrendszerét. Tanulmányozta a véráramlást, a csontozat felépítését és az embrionális fejlődést.
Számos kísérletet hajtott végre állatokon, illetve állati testrészeken a szenzibilitás (érzékenység) és az irritabilitás (ingerelhetőség) meghatározásához. A kísérletek és eredményeik fejre állították az akkori orvostudományt és Európa-szerte nagy vitát váltottak ki. A kísérletek bebizonyították, hogy a test nem a lélek által irányított passzív gépezet – mint ahogyan eddig feltételezték -, hanem egy aktív, ingerre reagáló organizmus. Ezzel a kijelentéssel nemcsak az életről, de a betegségek kialakulásáról szóló elképzelések is megváltoztak. Az 1750-es évekig úgy gondolták, hogy a betegséget lényegében a testgépezet szöveteinek és nedveinek a zavara okozza. Az új elmélet szerint egy megzavart ingerlékenység és érzékenység minden rossz okozója.
Hallert sokat foglalkoztatta az embriológia. Ezzel kapcsolatos tanulmányait már Göttingenben elkezdte és 1758-ban, illetve 1767-ben megjelentette a tyúkembriókról szóló fő művét, de valójában a megtermékenyítés mechanizmusának kérdésében téves álláspontot vallott.
Haller szorgalmazta a himlő elleni oltásokat.
1747-ben adták ki a Primae lineae physiologiae című pszichológia tankönyvet, amelynek kibővítése a nyolckötetes Elementa physiologiae corporis humani (1757-66). Ebben jóval részletesebben tárgyalja korának egyre bővülő anatómiai-pszichológiai ismereteit. A könyv az élettani kutatás bibliája volt közel száz évig.
Az 1756-ban megjelent Icones anatomicae összeállításában elsőként ábrázolta anatómiai rajzokkal az érrendszert. A mű illusztrációit C. J. Rollinus készítette.
Anatómiáról és a pszichológiáról vallott nézeteit az Yverdoni Intézet lexikonjának és Párizsi Encyclopédie kiegészítő köteteiben, 200 szócikkben tárta a nagyközönség elé (1772–77).
Haller rengeteget dolgozott könyvtárán, amiben több mint 23 000 orvostudománnyal, botanikával és természettudománnyal kapcsolatos könyvet, valamint nevezetes botanikusok, anatómusok, orvosok és sebészek életrajzát gyűjtötte össze.
Életének utolsó éveit elsősorban botanika-, anatómia-, pszichológia, sebészeti- és a praktikus orvostan bibliográfiák kiadásának szentelte. 10 kötetes bibliográfiájában az orvostudomány különböző területeiről származó 50 000 szócikket mutatott be és kommentált.

### A botanikus
Haller az alpesi vándorlásai során gyűjtött növényeket gondosan analizálta. Első könyve a svájci növényvilágról 1742-ben, majd ennek egy részletes verziója 1768-ban jelent meg. Ez egy úttörőmunka a növények szisztematikus tanulmányozásában és rendszerezésében: pontosan lejegyzetelte a növények előfordulási helyét és gyakoriságát. A növényrendszerezését viszont elutasították és a Linnéi kettős elnevezésű szisztémát fogadták el.
Haller terjedelmes növénygyűjteményt hozott létre, amelyek nagy része még ma is megvan. A fő herbárium Párizsban (Muséum National d' Histoire Naturelle) található, egy kisebb gyűjtemény pedig a göttingeni egyetem botanikai intézetében van.

### A költő
Haller költőként az 1732-ben megjelent Versuch Schweizerischer Gedichte verseskötetével lett népszerű, amelyben megtalálható az 1729-ben írt, több mint 40 versszakos Die Alpen című vers, melyre az Alpokban tett gyalogtúra inspirálta. A költemény témája a hegyek szépségének és az egyszerű hegylakó emberek őszinteségének, vagyis az alpesi világ idilljének szembeállítása a városok korrupt civilizációjával. Ez napjainkban eléggé közhelynek tűnik, de akkoriban Haller volt az első, aki német nyelven ilyen gondolatokat papírra vetett. Gondolatai jelentősen befolyásolták az emberek viszonyát a hegyekhez, ami addig csupán akadályt és veszélyt jelentett számukra. A 18. században nem volt olyan német nyelvű költő, aki ne ismerte volna ezt a költeményt (nagy hatással volt Goethére és Schillerre is).
A verseskötetben megtalálható még többek között a Doris című szerelmes költemény, amelyben felesége (Marianne Wyß) iránti érzelmeit írta le. Költeményeit a német nyelvű irodalom történetében a korai természetromantika remekművei között tartják számon.
A felvilágosodás korának irodalmában példaképjellegűek voltak a filozófiai tanversei is, amelyek elsősorban az idő vallási, etikai és metafizikai alapkérdéseivel foglalkoztak (Über den Ursprung des Übels, Unvollkommenes Gedicht über die Ewigkeit). Irodalomkritikusként olyan sok recenziót készített a korabeli alkotásokról, hogy elterjedt a hír, miszerint még a lovon ülve is olvas.
Idősebb korában politikai regényeket írt állami rendszerek alapmodelljeiről és a helyes kormányzásról (Usong. Eine morgenländische Geschichte, 1771; Alfred, König der Angelsachsen, 1773; Fabius und Cato, 1774), valamint vallási írásokat szerkesztett a szabadgondolkodók, különösen Voltaire ellen.
Irodalmi és kultúrtörténeti szempontból érdekesek naplói, amelyekben más szerzőkről és magáról tett megfigyeléseit, valamint Németországban, Hollandiában és Angliában tett utazásainak élményeit írja le.

## Levelezései
Albrecht von Haller a 18. század egyik legtermékenyebb levelezője volt; egész Európából híres emberekkel állt kapcsolatban. Ezt bizonyítja a több mint 13 000 neki írt és a 3 700 általa írt levél, amelyeket – Haller hagyatékaként – napjainkban a berni Burgerbibliothek őriz. A levelek tartalma elsősorban tudományos jellegű eszmecsere. Haller maga is tisztában volt levélgyűjteményének jelentőségével; számos levelét latinra és németre fordította, amiket több kötetben jelentetett meg.

## Emléke
- Haller arcképe látható az 1976. október 4-én kibocsátott 500 svájci frank névértékű bankjegyen.
- Albrecht von Haller születésének 300. évfordulója alkalmából a svájci posta 2008 tavaszán 85 rappen értékű bélyegsorozatot adott ki. A bélyegen Haller négy profilfelvétele látható: a három profil a tudós orvosi, botanikus és irodalmi tevékenységére utal. A negyedik profil Haller egy bronzba öntött gipsz mellszobra.

## Művei

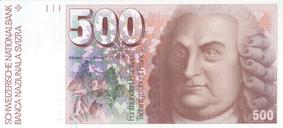
Haller arcképe az 500 svájci frankos bankjegy előlapján

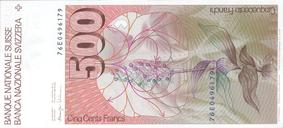
A vérkeringés és a légzés grafikonja, az emberi test izmai az 500 svájci frankos bankjegy hátlapján

### Orvosi és tudományos írások
- Icones anatomicarum, 8 rész (1743‒54)
- Primae lineae physiologiae (1747)
- Opuscula botanica (1749)
- De partibus corporis humani sensibilibus et irritabilibus (1754)
- Elementa physiologiae corporis humani, 8 kötet (1757‒82)
- Bibliotheca botanica, 2 kötet (1771/72)
- Bibliotheca anatomica, 2 kötet (1774‒77)
- Bibliotheca chirurgica, 2 kötet (1774/75)
- Bibliotheca medicinae practicae, 4 kötet (1776‒88)

### Lírai költemények
- Versuch schweizerischer Gedichte (darin Die Alpen, 1732)
- Über den Ursprung des Übels (1734)

### Regények
- Usong. Eine orientalische Geschichte (1771)
- Alfred, König der Angelsachsen (1773)
- Fabius und Cato (1774)

### Önéletrajzi írások
- Tagebuch seiner Beobachtungen über Schriftsteller und über sich selbst, 2 kötet (kiadva 1787)
- Tagebücher seiner Reisen nach Deutschland, Holland und England 1723‒1727 (kiadva 1883)

## Magyarul
- Haller Albertnek a Szent Írásban lévő igazságokról írott levelei; ford. Szilágy Márton; Landerer, Pozsony–Kassa, 1785
- Uzong. Napkeleti történet; ford. Öri Fülep Gábor; Wéber Ny., Pozsony, 1792
- Haller Albertnek a kijelentetett vallást Volter és más némelly közelébb éltt hihetetlenkedők ellen védelmező levelei; ford. Őri Fülep Gábor; Landerer Ny., Kassa, 1798
- Az hihetetlenkedésnek fundamentomairól és veszedelmes következéseiről; Landerer Ny., Kassa, 1798
- Haller Albert élete; Landerer, Kassa, 1798